# Château de Rockingham
Le château de Rockingham est un ancien château royal et pavillon de chasse dans la forêt de Rockingham  environ trois kilomètres au nord du centre-ville de Corby, dans le Northamptonshire.

## Histoire

### XIe–XIVesiècles
Le site sur lequel se dresse le château est utilisé à l'âge du fer, à l'époque romaine, par les Saxons, les Normands, les Tudors et aussi à l'époque médiévale. C'est parce que sa position sur un terrain surélevé offre une vue dégagée sur la vallée de Welland à partir d'un emplacement solide et défendable.
Guillaume le Conquérant ordonne la construction d'une Motte en bois à Rockingham au XIe siècle peu après la conquête normande de l'Angleterre. En trois décennies, Guillaume le Roux le remplace par un château de pierre. Un donjon en pierre est ajouté à la grande motte et la basse-cour extérieure est fermée par une courtine. Le château sert alors de retraite royale tout au long des périodes normande et plantagenêt. La forêt voisine de Rockingham est particulièrement propice à la chasse au Sanglier et au cerf.
En 1270, Henri III renforce le château avec l'ajout d'une tour de garde jumelle en D. Mais moins d'un siècle plus tard, Édouard III devient le dernier monarque à visiter le château alors qu'il est propriété de la Couronne.

### XVe–XXIesiècles

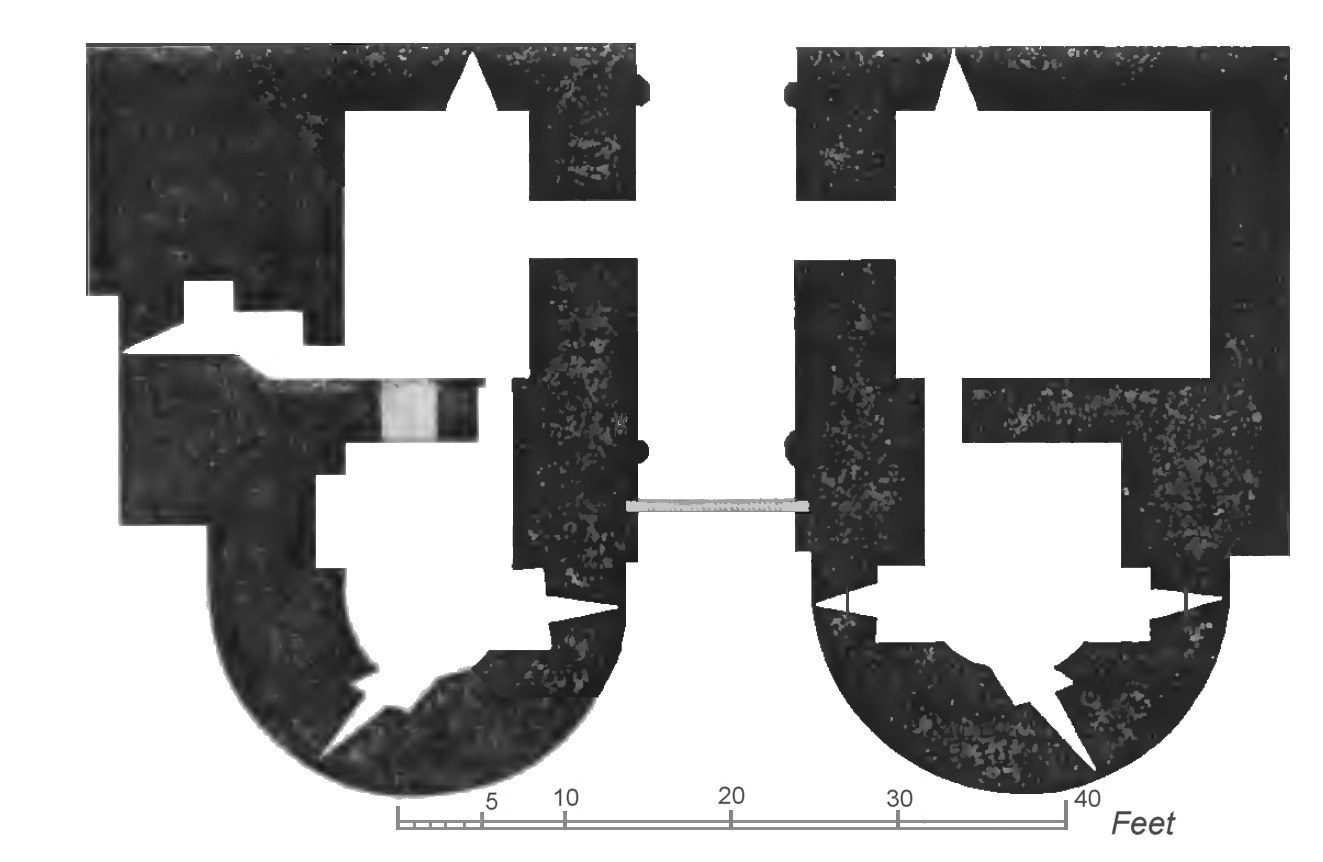
Un plan de la guérite

À la fin du XVe siècle, le château de Rockingham tombe en ruine. Sir Edward Watson  (fondateur de la dynastie Watson) acquiert le bail du château d'Henri VIII. Certaines parties du château sont ensuite remplacées par une maison Tudor avec jardins. L'ancien château royal devient un pavillon de chasse pour la noblesse . Le petit-fils de Watson, Lewis Watson (1er baron Rockingham) acquiert la propriété franche du château et des terres de la Couronne. Watson est successivement fait chevalier, baronnet et baron .
Dans les années 1640, pendant la guerre civile anglaise, Rockingham est une garnison pour les troupes royalistes. Ils combattent lors de plusieurs petites escarmouches avec les forces parlementaires. En 1643, Rockingham est capturé par le général parlementaire Henry Grey (1er comte de Stamford) et Lewis Watson est temporairement contraint de partir. Ses murs restants sont sacrifiés en 1646. Au cours des derniers XVIIe et XVIIIe siècles, Rockingham redevient une résidence civile.
Le petit-fils de Lewis, également Lewis, déjà baron Rockingahm, est créé comte de Rockingham en 1714. Le comté s'éteint avec la mort du 5e baron (3e comte) en 1746. Le domaine passe ensuite à son cousin Thomas Watson-Wentworth, qui est créé marquis de Rockingham plus tard cette année-là. Lorsque Charles Watson-Wentworth, 2e marquis de Rockingham meurt en 1782, le domaine (entre autres) passe au fils de sa sœur, William Fitzwilliam (4e comte Fitzwilliam). Le château subit une nouvelle restauration à la fin du XIXe siècle.
Aujourd'hui, le château est la maison de la famille Saunders-Watson dirigée par James Saunders Watson qui réalise 4 000 000 £ de revenus grâce à ses événements et locations en 2017 . Il est haut shérif du Northamptonshire depuis le 28 mars 2018 .

## Emplacement

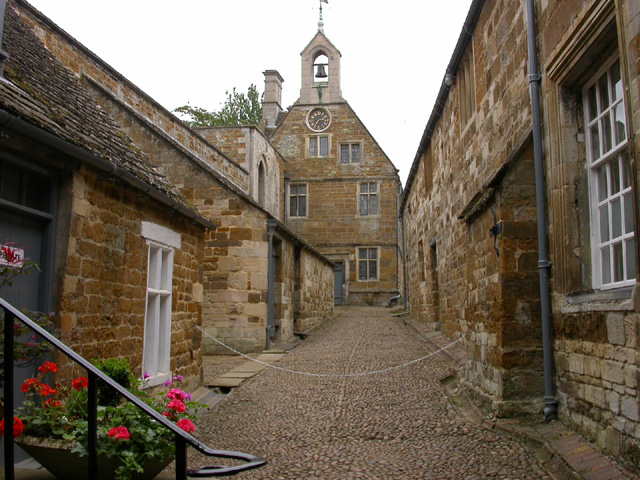
À l'intérieur du château de Rockingham

La paroisse jouxte directement la ville de Corby. Rockingham (et Corby) font partie du North Northamptonshire, qui fait partie du comté cérémoniel du Northamptonshire.
Le château surplombe les villages de Rockingham et Caldecott et offre une vue sur la vallée de Welland.
L'endroit est visité par l'écrivain Charles Dickens, qui est un ami de Richard et Lavinia Watson, ancêtres de la famille actuelle. Le château est sans doute l'inspiration de Chesney Wold dans le roman de Dickens Bleak House, publié en 1853.
Le château tire son nom du manoir de Rockingham. La forêt de Rockingham est, en grande partie à l'extérieur de la paroisse, du nom de l'endroit à l'époque de Guillaume le Conquérant en raison de l'importance du château en tant que retraite royale.
Un terrain de cricket se trouve sur le terrain et abrite le club de cricket Old Eastonians.

## Tournage
Le château de Rockingham est utilisé comme décor principal pour le drame de la période de la guerre civile anglaise de la BBC, By the Sword Divided . Dans la série télévisée, "Arnescote Castle" est la maison de la famille royaliste Lacey. Le château figure également dans le film Top secret !, qui met en vedette Val Kilmer.